# Układ współrzędnych

Prawoskrętny układ współrzędnych

Układ współrzędnych – odwzorowanie wzajemnie jednoznaczne przypisujące każdemu punktowi przestrzeni {\displaystyle R^{n}} skończony ciąg (n-krotkę) liczb rzeczywistych zwanych współrzędnymi punktu {\displaystyle \mathbf {x} \in R^{n}}.
Do określenia układu współrzędnych potrzebne jest
1. ustalenie punktu początkowego {\displaystyle O} (O, ang. origin), tzw. początku układu,
2. ustalenie bazy wektorów przestrzeni {\displaystyle \{{\vec {e}}_{1},{\vec {e}}_{2},\dots ,{\vec {e}}_{n}\},} za pomocą których można wyrazić wektory wodzące {\displaystyle {\vec {OP}}} punktów {\displaystyle P} przestrzeni jako kombinacje liniowe wektorów bazy, tj. {\displaystyle {\vec {OP}}=a_{1}{\vec {e}}_{1}+a_{2}{\vec {e}}_{2}+\ldots +a_{n}{\vec {e}}_{n}.}

Współczynniki {\displaystyle a_{1},a_{2},\dots ,a_{n}} stojące przy wektorach bazy, na które rozkłada się dany wektor wodzący, stanowią współrzędne danego punktu w przyjętym układzie współrzędnych.
W szczególności przyjęcie punktu początkowego oraz jednego wektora jako wektora jednostkowego na prostej tworzy oś liczbową.

Przykład osi liczbowej

## Liczba współrzędnych a wymiar przestrzeni
Liczba współrzędnych potrzebnych do określenia położenia punktu w danej przestrzeni jest równa wymiarowi tej przestrzeni. W szczególności:
1. dla przestrzeni 1-wymiarowej, np. prostej, okręgu, elipsy itp. wystarczy 1 współrzędna,
2. dla przestrzeni 2-wymiarowej – płaszczyzny {\displaystyle R^{2},} sfery (powierzchni kuli) itp. potrzebne są 2 współrzędne,
3. dla przestrzeni 3-wymiarowej – przestrzeni {\displaystyle R^{3},} kuli itp. potrzebne są 3 współrzędne,
4. dla przestrzeni Euklidesowych n-wymiarowych potrzeba n współrzędnych,
5. dla rozmaitości topologicznych liczba współrzędnych niezbędnych do określenia położenia punktu jest równa wymiarowi przestrzeni Euklidesowej, lokalnie homeomorficznej z daną rozmaitością.

W ogólności do opisania położeń punktów w różnych przestrzeniach wprowadza się układy współrzędnych krzywoliniowych, np.
1. dla punktów okręgu wystarczy podać jedną współrzędną biegunową {\displaystyle \phi ,}
2. dla punktów sfery wystarczy podać dwie współrzędne sferyczne {\displaystyle \phi ,\theta ,}
3. dla punktów kuli wystarczy podać trzy współrzędne prostokątne {\displaystyle x,y,z} lub sferyczne {\displaystyle r,\phi ,\theta .}

Liczba współrzędnych użytych do określenia położenia danego punktu może być większa, jeżeli daną przestrzeń rozważa się jako podprzestrzeń przestrzeni o większej liczbie wymiarów. Np. powierzchnia sfery o promieniu {\displaystyle r} zanurzona w przestrzeni 3-wymiarowej może być opisana za pomocą 3 współrzędnych prostokątnych {\displaystyle x,y,z,} przy czym między współrzędnymi zachodzi zależność
{\displaystyle x^{2}+y^{2}+z^{2}=r^{2}.}

## Uogólnienia
(1) Rozważa się przestrzenie nieskończenie wymiarowe.
(2) Obok układu współrzędnych prostokątnych, w których linie współrzędnych są prostymi wzajemnie prostopadłymi, wprowadza się
- układy skośne, w których linie współrzędnych nie są wzajemnie prostopadłe,
- układy krzywoliniowe, w których linie współrzędnych nie są liniami prostymi.

(3) Obok współrzędnych, które są liczbami rzeczywistymi, rozważa się współrzędne będące liczbami zespolonymi lub współrzędne będące elementami dowolnego ciała.

## Rodzaje układów współrzędnych
- układ współrzędnych kartezjańskich (prostokątnych)
- układ współrzędnych biegunowych (polarnych)
- układ współrzędnych walcowych (cylindrycznych)
- układ współrzędnych sferycznych
  - układ współrzędnych astronomicznych
    - układ współrzędnych horyzontalnych
    - układ współrzędnych równikowych
      - układ współrzędnych równikowych godzinnych
      - układ współrzędnych równikowych równonocnych

    - układ współrzędnych galaktycznych
    - układ współrzędnych supergalaktycznych

  - układ współrzędnych geograficznych
  - układ współrzędnych geodezyjnych (elipsoidalnych)
    - układ współrzędnych 1942
    - układ współrzędnych 1965
    - układ współrzędnych 1992
    - układ współrzędnych 2000